# Intervenção militar constitucional

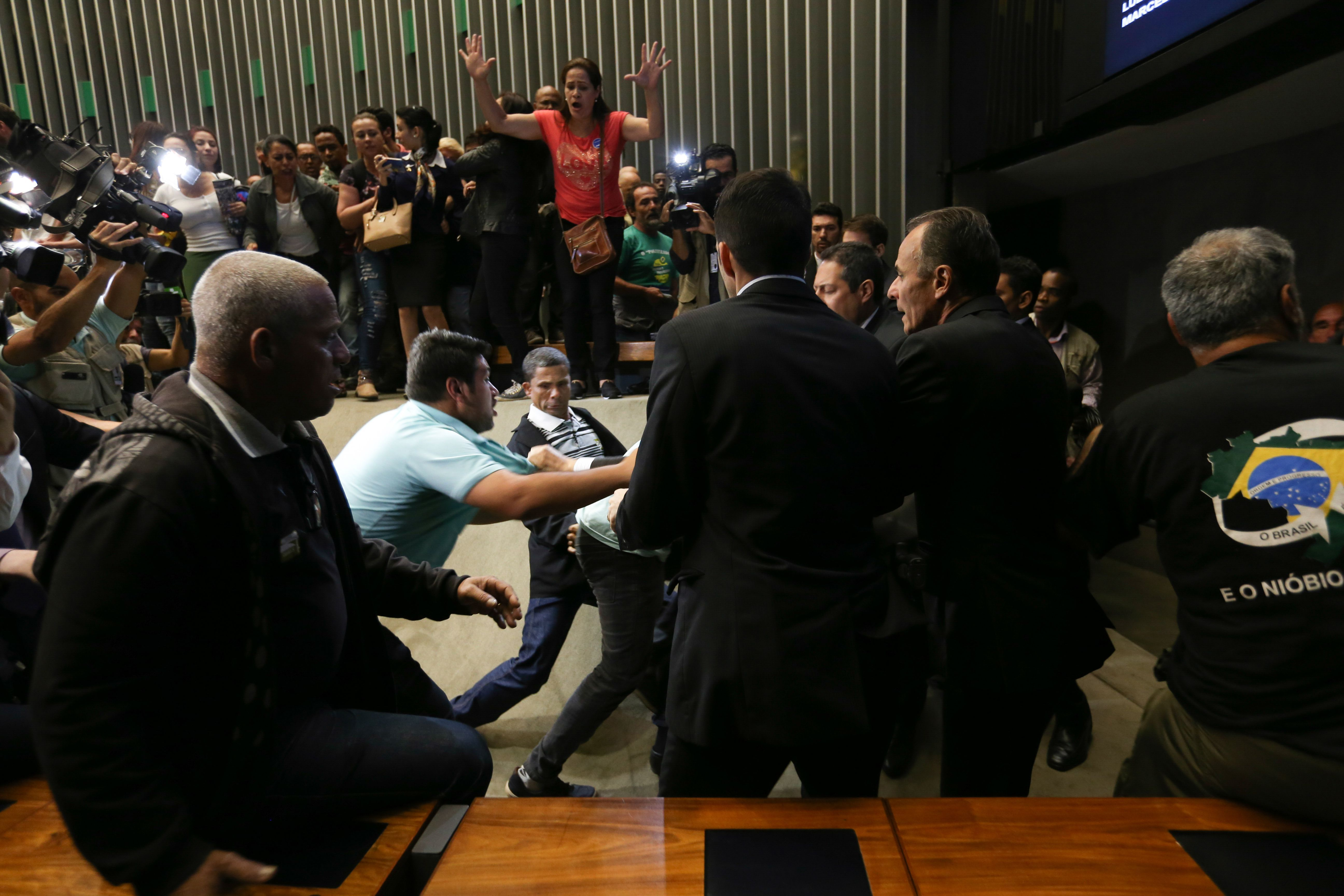
Manifestantes invadem o Congresso Nacional pedindo intervenção militar em 2016.

No Brasil, intervenção militar constitucional é a hipótese, improcedente e sem fundamento jurídico, de que as Forças Armadas pudessem assumir provisoriamente o governo do país, supostamente para assegurar a manutenção "da lei e da ordem" em momentos de ruptura institucional, sem que isso constituisse um golpe militar. Proponentes alegam que uma intervenção seria respaldada pelo Art. 142 da Constituição de 1988, e a hipótese é frequentemente defendida por militantes políticos para defender, de forma supostamente legal, o fechamento ou "intervenção militar" sobre o Congresso Nacional e o Supremo Tribunal Federal (STF).
A expressão "intervenção militar constitucional" surge frequentemente em momentos de instabilidade no país, tendo sido invocada em protestos contra o governo Dilma Rousseff, durante a greve dos caminhoneiros no Brasil em 2018 e em diversos momentos durante o governo Jair Bolsonaro, sendo ocasionalmente invocada pelo próprio presidente Jair Bolsonaro e seus apoiadores durante a tentativa de golpe de Estado no Brasil em 2022–2023.

## Inconstitucionalidade
Para defender a constitucionalidade de uma intervenção militar, defensores da hipótese costumam invocar o Art. 142 da Constituição Federal de 1988, que diz:
Art. 142 - As Forças Armadas, constituídas pela Marinha, pelo Exército e pela Aeronáutica, são instituições nacionais permanentes e regulares, organizadas com base na hierarquia e na disciplina, sob a autoridade suprema do presidente da República, e destinam-se à defesa da Pátria, à garantia dos poderes constitucionais e, por iniciativa de qualquer destes, da lei e da ordem.
Os proponentes de intervenção interpretam que o artigo dá respaldo para que, em nome "da lei e da ordem", as Forças Armadas assumam o poder executivo (com ou sem a manutenção do presidente em exercício) e intervenham nos demais poderes da federação. A hipótese da constituição dar respaldo a uma intervenção militar para fechamento ou controle de um ou mais poderes da federação é amplamente afastada por juristas.
A Ordem dos Advogados do Brasil emitiu, em 2020, parecer demonstrando a inconstitucionalidade de uma intervenção militar de qualquer natureza, incluindo sob a alegação de respeito ao Art. 142. O parecer destaca, entre outros argumentos, que "a Constituição estabelece que a atuação das Forças Armadas na garantia da ordem interna está condicionada à iniciativa de qualquer dos poderes constituídos. A provocação dos poderes se faz necessária, e os chefes dos três poderes possuem igual envergadura constitucional para tanto".
Também em 2020, após reunião ministerial em que o presidente Jair Bolsonaro aventa a possibilidade de invocar referido artigo para uma intervenção sobre os demais poderes, a Câmara dos Deputados do Brasil emitiu parecer de que a constituição não autoriza intervenção militar, alegando que o mecanismo feriria a separação de Poderes prevista pela própria constituição.

## Intervenção "federal" ou "de estado"
Após a derrota de Jair Bolsonaro nas eleição presidencial no Brasil em 2022, parte de seus apoiadores saiu às ruas para pedir intervenção. Inicialmente, mensagens apócrifas circularam por WhatsApp e Telegram alegando que o candidato à reeleição, derrotado, teria a obrigatoriedade de permanecer 72 horas em silêncio antes de decretar intervenção federal, supostamente ancorado no art. 142. Não há em qualquer parte da legislação brasileira menção ao suposto período de silêncio de 72 horas.
Diante da inviabilidade de intervenção militar que respeite a constituição, o discurso mudou e os manifestantes passaram a requerer "intervenção federal" ou, alternativamente, "intervenção de estado". O novo pleito estaria ancorado no art. 34 da Constituição Federal que, de fato, prevê intervenção; no entanto, as hipóteses para intervenção se limitam à preservação da ordem em unidades da federação em que as forças locais não dão conta de contê-la, sem qualquer previsão de intervenção sobre os demais poderes da república em qualquer hipótese. As manifestações ocorreram majoritariamente em frente a instituições militares como quartéis, indicando que, apesar da mudança de nome, o pedido permanece sendo de intervenção militar.
A empresa Meta, proprietária do Facebook e do Instagram, anunciou que retiraria do ar postagens pedindo intervenção militar, citando a impossibilidade constitucional do pleito e, portanto, a caracterização como incitação a ato ilícito.

## Supostos apoios no Tribunal de Haia à intervenção federal
Circularam imagens alegando que uma suposta ministra do Tribunal de Haia (nome popular do Tribunal Penal Internacional e da Corte Internacional de Justiça), Stefani Germanotta, estaria monitorando a situação e pronta para tomar as providências após o período; Além de uma suposta diretora do "Departamento Anti-Fraudes Eleitorais" deste tribunal, Igrad Gaak, teria afirmado que "as provas são irrefutáveis". Ambas as postagens foram utilizadas para defender "intervenção federal" no país. Porém Stefani Germanotta é o nome de batismo de Lady Gaga e Igrad Gaak é a ex-atriz pornográfica Mia Khalifa.
Outra cantora também já foi usada erroneamente em publicações referente as eleições e a intervenção, Agnetha Fältskog, vocalista do grupo ABBA, em uma entrevista que concedeu em 2013, esta foi transformada em uma juíza sueca.